# Monilinia
Monilinia Honey (paciornica) – rodzaj grzybów z rodziny twardnicowatych (Sclerotiniaceae).

## Systematyka i nazewnictwo
Pozycja w klasyfikacji według Index Fungorum: Sclerotiniaceae, Helotiales, Leotiomycetidae, Leotiomycetes, Pezizomycotina, Ascomycota, Fungi.
Nazwa polska według M.A. Chmiel.

## Gatunki występujące w Polsce
- Monilinia baccarum (J. Schröt.) Whetzel 1945 – paciornica jagodowa
- Monilinia fructicola (G. Winter) Honey 1928
- Monilinia fructigena Honey 1945 – paciornica owocowa
- Monilinia johnsonii (Ellis & Everh.) Honey 1936
- Monilinia laxa (Aderh. & Ruhland) Honey 1945 – paciornica pestkowcowa
- Monilinia ledi (Navashin) Whetzel 1945 – paciornica bagnowa
- Monilinia linhartiana (Prill. & Delacr.) Dennis 1949
- Monilinia megalospora (Woronin) Whetzel 1945 – paciornica wielkozarodnikowa
- Monilinia oxycocci (Woronin) Honey 1936 – paciornica żurawinowa
- Monilinia padi (Woronin) Honey 1936 – paciornica czeremchowa
- Monilinia polystroma (G. Leeuwen) L.M. Kohn 2014
- Monilinia urnula (Weinm.) Whetzel 1945 – paciornica brusznicowa

Nazwy naukowe na podstawie Index Fungorum. Wykaz gatunków i nazwy polskie według Grzybów mikroskopijnych Polski, M.A Chmiel, pracy „Polskie nazwy chorób roślin uprawnych” i atlasu grzybów.

## Znaczenie
Wszystkie występujące w Polsce gatunki są pasożytami. U roślin sadowniczych niektóre z nich powodują choroby o nazwie brunatna zgnilizna drzew pestkowych i brunatna zgnilizna drzew ziarnkowych.